# Changyi (Weifang)
Die Stadt Changyi (chinesisch 昌邑市, Pinyin Chāngyì Shì) ist eine kreisfreie Stadt in der ostchinesischen Provinz Shandong. Sie gehört zur bezirksfreien Stadt Weifang und hat eine Fläche von 1.627 km² und zählt 603.482 Einwohner (Stand: Zensus 2010).

## Administrative Gliederung
Auf Gemeindeebene setzt sich die kreisfreie Stadt aus zwei Straßenvierteln und sechs Großgemeinden zusammen. 